# بازاریابی محتوایی
بازاریابی محتوایی (به انگلیسی: Content marketing) یکی از رویکردهای استراتژیک بازاریابی است که بر روزنامه‌نگاری برند و تولید و توزیع محتوای ارزشمند، مرتبط و سازگار با اهداف برندها متمرکز شده است. بازاریابی محتوا به دنبال جذب، حفظ و تعامل با مخاطبانی است که به وضوح تعریف و شناخته شده هستند. این عمل با هدف هدایت کاربران برای انجام اقداماتی سودده صورت می گیرد. 

## تفاوت بازاریابی محتوایی با تبلیغات سنتی
در جدول زیر تفاوت بین بازاریابی محتوایی و تبلیغات سنتی را در چهار مولفه بررسی شده است. این جدول بر اساس کتاب بازاریابی محتوایی از جو پولیتزی تهیه شده است  
| تبلیغات سنتی              | بازاریابی محتوایی                               |
| ------------------------- | ----------------------------------------------- |
| صحبت کردن یک طرفه         | گفتگو بین کسب و کار و مخاطب                     |
| تمرکز روی کسب و کار       | تمرکز روی مخاطب و نیاز های آن ها                |
| نمایش ویژگی های و مزیت ها | پرورش مخاطب از بازدید کننده و تبدیل آن به مشتری |
| نوعی از بازاریابی برونگرا | نوعی از بازاریابی درونگرا                       |

## تفاوت بازاریابی محتوایی با بازاریابی محتوا
بازاریابی محتوایی یک فرایند چهار مرحله‌ای (تنظیم استراتژی، تولید محتوا، ترویج یا بازاریابی برای محتوا و آنالیز محتوا) است که بازاریابی محتوا جزئی از آن است و به راهکارهایی که جهت بازاریابی یک محتوا صورت می‌گیرد گفته می‌شود. بنابراین بازاریابی محتوایی واژه‌ی صحیح‌تری به نظر می‌رسد، بازاریابی محتوا نیز صحیح است، اما کاربرد متفاوتی دارد و این دو اصطلاح باید براساس کاربردشان در جایگاه‌های مختلفی به کار برده شوند.
این جمله را از  آقای محمدحسین مهریزدان یکی از اساتید خوب دیجیتال مارکتینگ ایران و مدیر عامل آژانس دیجیتال مارکتینگ وینت نقل میکنم، که بازاریابی محتوایی ایجاد یک پل ارتباطی بین مطلوبیت و مقبولیت است . یعنی از همان آغاز به دنبال دغدغه ها و یا همان intent مخاطبان میگردیم و و با پیداکردن کلمات کلیدی که برای مخاطب مطلوبیت و برای ما مقبول است یعنی ما به عنوان برند به دنبال آن میگردیم که برای برطرف کردن دغدغه مخاطبان به دنبال کلماتی باشیم که برای ما نیز مقبول است و ما را به منابغ مالی بازار ارتباط می دهد و این امکان را در اختیار ما با برزرف کردن دغدغه در کنار علایق مخاطبان ایجاد مینماید. پس بازاریابی محتوای شاهراه رسیدن منابع مالی به گ های کسب و کار ماست

## مرکز تمرکز بازاریابی محتوایی
در بازاریابی محتوایی تمرکز فعالیت ها بر روی وب سایت برند است و این که چگونه آدرس وب سایت را برند و تبدیل به رسانه کنیم. شبکه های اجتماعی نقش بسزایی را در بازاریابی محتوایی ایفا می کنند، مهمترین نقش آن ها ایجاد لینک هایی به وب سایت است.

## انواع محتوا در بازاریابی محتوایی
در بازاریابی محتوایی، با توجه به اینکه مرکز تمرکز آن که وب سایت است از محتواهای بلند و طولانی تری مانند ویدئو، اینفوگرافی، کتاب های الکترونیکی، مقالات، صوت و... استفاده می شود.

## اهداف بازاریابی محتوایی
با توجه به این که تمرکز بازاریابی محتوایی بر روی وب سایت است، اهداف بازاریابی محتوایی عبارتند از:
1- افزایش بازدید و مخاطب وب سایت است که با اجرای کمپین بازاریابی محتوایی خوب و مهمتر از آن سئوی وب سایت و مقالات منتشر شده در وب سایت به دست می آید.
2- ساخت و توسعه محتواهایی است که بتوان با استفاده از آن ها وب سایت را توسعه داده و از طریق آن ارتباطات به نحوی پیش برده شوند که در نهایت منجر به فروش گردند.

## تاریخچه بازاریابی محتوایی
تاریخ بازاریابی محتوایی غنی است و با اندکی جستجو می‌توان داستان‌های موفقیت بسیاری را پیدا کرد. اما این سه مثال ابتدایی اولین برندهایی بودند که از بازاریابی محتوایی استفاده کردند و هر دو این کار را به صورت چاپی انجام دادند. 
در سال ۱۸۹۵ جان دیر (به انگلیسی: John Deere) به عنوان یکی از بزرگترین تولید کنندگان ماشین آلات کشاورزی، راه سازی و معدنی بیش از ۱.۵ میلیون نسخه از مجله و دفترچه معرفی ماشین آلات خود را در ۴۰ کشور جهان در اختیار مشتریان خود قرار داد. 
در سال ۱۹۰۰ میشلن(به انگلیسی: Michelin) شرکت لاستیک سازی دفترچه ای  ۴۰۰ صفحه ای با جلد قرمز رنگ را در اختیار مشتریان خود قرار داد که به راهنمایی رانندگان برای برطرف کردن اشکالات احتمالی اتومبیل های خود بپردازند. 
در سال ۱۹۰۴پس از موفقیت مجله فورو از جان دیر (به انگلیسی: John Deere)  برندهای مختلفی شروع به استفاده از این راهکار کردند. یکی از آن‌ها شرکت تولید ژله بود بنام ژل او (به انگلیسی: Jell-o) بود که اساساً قبل از آن محصولی به نام ژله ناشناخته بود. آن‌ها شروع به توزیع یک کتابچه‌ی آشپزی رایگان کردند و در آن راه‌های خلاقانه و مفیدی را برای استفاده از محصول خود ارائه کردند. پس از ۲ سال آن‌ها به اندازه‌ی کافی مشهور شده بودند و فروشی بالغ بر یک میلیون دلار در سال داشتند. 